# Rasmus Lauge
Pour les articles homonymes, voir Schmidt.
Rasmus Lauge Schmidt, né le 20 juin 1991 à Randers, est un handballeur international danois.
Avec l'équipe nationale du Danemark, il a remporté au moins une fois chaque compétition majeure puisqu'il est champion d'Europe en 2012,champion du monde en 2019 et 2023 et enfin champion olympique en 2024.

## Palmarès

### En club
Compétitions internationales
- finaliste de la Ligue des champions en 2014, 2015, 2018, 2019

- Vainqueur de la Ligue SEHA (3) : 2020 (en), 2021 (en), 2022 (hu)

Compétitions nationales
- Finaliste du Championnat du Danemark (2) : 2011, 2012
- Vainqueur du Championnat d'Allemagne (4) : 2014, 2015, 2018, 2019
- Vainqueur de la Supercoupe d'Allemagne (1) : 2014
- Vainqueur de la Coupe de Hongrie (3) : 2021, 2022 (en), 2023
- Vainqueur du Championnat de Hongrie (2) : 2023 (en)

### En sélection
Jeux olympiques
- 6e place aux Jeux olympiques de 2012 à Londres
- Médaille d'or aux Jeux olympiques de 2024

Championnats du monde 
- Médaille d'argent au championnat du monde 2011
- Médaille d'argent au championnat du monde 2013
- 5e place au championnat du monde 2015,  Qatar
- Médaille d'or au championnat du monde 2019,  Danemark et  Allemagne
- Médaille d'or au championnat du monde 2023,  Suède et  Pologne
- Médaille d'or au championnat du monde 2025,  Croatie,  Danemark et  Norvège

Championnats d'Europe
- Médaille d'or au championnat d'Europe 2012,  Serbie
- Médaillé d'argent au championnat d'Europe 2014,  Danemark
- 6e place au championnat d'Europe 2016,  Pologne
- 4e place au championnat d'Europe 2018,  Croatie
- 13e place au championnat d'Europe 2020,  Suède
- Médaille de bronze au championnat d'Europe 2022,  Hongrie et  Slovaquie
- Médaille d'argent au championnat d'Europe 2024,  Allemagne

### Distinctions individuelles
- Élu meilleur demi-centre du championnat du monde 2019